# Monte Zoncolan
Il Monte Zoncolan (Çoncolan in friulano standard) è una montagna delle Alpi Carniche, alta 1.750 m s.l.m., posta a sud della catena carnica principale (Alpi Tolmezzine Orientali - gruppo montuoso Monte Arvènis), in Carnia, in Friuli, tra i territori dei comuni di Ovaro, Ravascletto e Sutrio, sede di un importante polo sciistico del Friuli-Venezia Giulia.

## Descrizione
Considerato il balcone delle Alpi Carniche per la visuale a 36O° sulle valli e le montagne della Carnia, sulla cima (raggiungibile da Ovaro e Sutrio attraverso delle strade che salgono fino in cima, e da Ravascletto tramite la funivia Ravascletto-Zoncolan) è presente un importante comprensorio sciistico di circa 30 km di piste.

### Versanti di ascesa
La cima dello Zoncolan è raggiungibile da due versanti attraverso tre differenti percorsi stradali: 
- Il versante ovest di Ovaro è stato affrontato dai corridori del Giro d'Italia per la prima volta nel 2007 con la vittoria di Gilberto Simoni. La salita inizia da Ovaro, in Val Degano, ed è lunga 10 km, con pendenza media dell'11,9% e massima del 22%. La salita vera e propria inizia dall'abitato di Liariis, a 8,5 km dalla cima, quando la pendenza media tocca il 15%.[1]
- Il versante est di Sutrio presenta pendenze meno ripide rispetto al versante di Ovaro. È stato affrontato per la prima volta nel 1997, dal Giro d'Italia femminile, ed è stato successivamente riproposto nel Giro d'Italia 2003. La salita inizia da Sutrio ed è lunga 13,5 km, con una pendenza media del 9% e una pendenza massima del 23%. I primi 8,7 km presentano una pendenza media dell'8,7%, seguiti da un breve tratto di falsopiano. Gli ultimi 3,5 km hanno una pendenza media del 13% e pendenza massima del 23% nell'ultimo chilometro.[2][3]
- La salita dal versante est di Priola (frazione di Sutrio) è lunga 8,9 km, con una pendenza media del 12,8%. Poco prima dell'incrocio con la strada di Sutrio presenta un tratto in leggero falsopiano, per poi tornare ad una pendenza media del 13% e pendenza massima del 23%.[4]

### Sella di Monte Zoncolan
La parte sommitale della salita stradale dello Zoncolan è nota come Sella di Monte Zoncolan, punto culminante della salita dai versanti di Ovaro e Sutrio, nei pressi della stazione sciistica di Ravascletto.

## Sport
Sul monte Zoncolan è praticato il ciclismo, sia a livello amatoriale che professionistico. Dal 2003 il monte è spesso sede di passaggi del Giro d'Italia; la strada che da Ovaro porta fino in cima è considerata una delle salite più dure del ciclismo professionistico: la pendenza media sfiora il 12%, ma nel tratto fra il terzo e il sesto chilometro non scende mai sotto il 15%, con alcuni settori che raggiungono il 22%. Per questi motivi la salita dello Zoncolan è considerata come la salita più dura d'Europa, assieme al versante nord del Mortirolo e all'Angliru in Spagna
Dopo essere stato affrontato dal Giro d'Italia Femminile nel 1997, con vittoria di Fabiana Luperini, il monte è stato affrontato per la prima volta, dal versante di Sutrio, nella dodicesima tappa del Giro d'Italia 2003, con vittoria di Gilberto Simoni. La tappa regalò anche una degli ultimi attacchi in salita al Giro di Marco Pantani, che scattò a 3 km dalla vetta, per poi terminare la tappa al quinto posto, a 42 secondi dal vincitore.
Lo Zoncolan tornò al Giro dell'edizione 2007, questa volta dal più impegnativo versante di Ovaro. Anche questa volta la vittoria fu appannaggio di Simoni, che in 39'03" fissò anche il miglior tempo di scalata, al 2023 ancora imbattuto. La salita da Ovaro è stata riproposta nel 2010, con vittoria di Ivan Basso, che poi vinse quell'edizione, nel 2011, con vittoria di Igor Antón, nel 2014, con vittoria di Michael Rogers, e nel 2018, con vittoria di Chris Froome, poi vincitore del Giro.
Nel 2021 è stato percorso per la seconda volta il versante di Sutrio, con vittoria di Lorenzo Fortunato.

Profilo altimetrico della salita dal versante di Ovaro

Profilo altimetrico della salita dal versante di Sutrio

### Tappe del Giro d'Italia
| Anno | Tappa | Partenza                | Km  | Vincitore         | Secondo           | Terzo                      | Maglia Rosa     | Versante | Tempo  |
| ---- | ----- | ----------------------- | --- | ----------------- | ----------------- | -------------------------- | --------------- | -------- | ------ |
| 2003 | 12ª   | San Donà di Piave       | 185 | Gilberto Simoni   | Stefano Garzelli  | Francesco Casagrande       | Gilberto Simoni | Sutrio   | 42'35" |
| 2007 | 17ª   | Lienz                   | 142 | Gilberto Simoni   | Leonardo Piepoli  | Andy Schleck               | Danilo Di Luca  | Ovaro    | 39'03" |
| 2010 | 15ª   | Mestre                  | 222 | Ivan Basso        | Cadel Evans       | Michele Scarponi           | David Arroyo    | Ovaro    | 40'45" |
| 2011 | 14ª   | Lienz                   | 172 | Igor Antón        | Vincenzo Nibali   | Michele Scarponi           | Vincenzo Nibali | Ovaro    | 40'50" |
| 2014 | 20ª   | Maniago                 | 167 | Michael Rogers    | Franco Pellizotti | Francesco Manuel Bongiorno | Nairo Quintana  | Ovaro    | 44'30" |
| 2018 | 14ª   | San Vito al Tagliamento | 186 | Chris Froome      | Simon Yates       | Domenico Pozzovivo         | Simon Yates     | Ovaro    | 39'58" |
| 2021 | 14ª   | Cittadella              | 205 | Lorenzo Fortunato | Jan Tratnik       | Alessandro Covi            | Egan Bernal     | Sutrio   | N.D.   |

### Tappe del Giro Rosa
| Anno | Tappa | Partenza  | Km    | Vincitrice           | Seconda       | Terza                | Maglia Rosa          | Versante | Tempo |
| ---- | ----- | --------- | ----- | -------------------- | ------------- | -------------------- | -------------------- | -------- | ----- |
| 1997 | 10ª   | Folgaria  | 79    | Fabiana Luperini     | Barbara Heeb  | Linda Jackson        | Fabiana Luperini     | Sutrio   | N.D.  |
| 2018 | 9ª    | Tricesimo | 104,7 | Annemiek van Vleuten | Lucinda Brand | Katarzyna Niewiadoma | Annemiek van Vleuten | Ovaro    |       |

## Galleria d'immagini

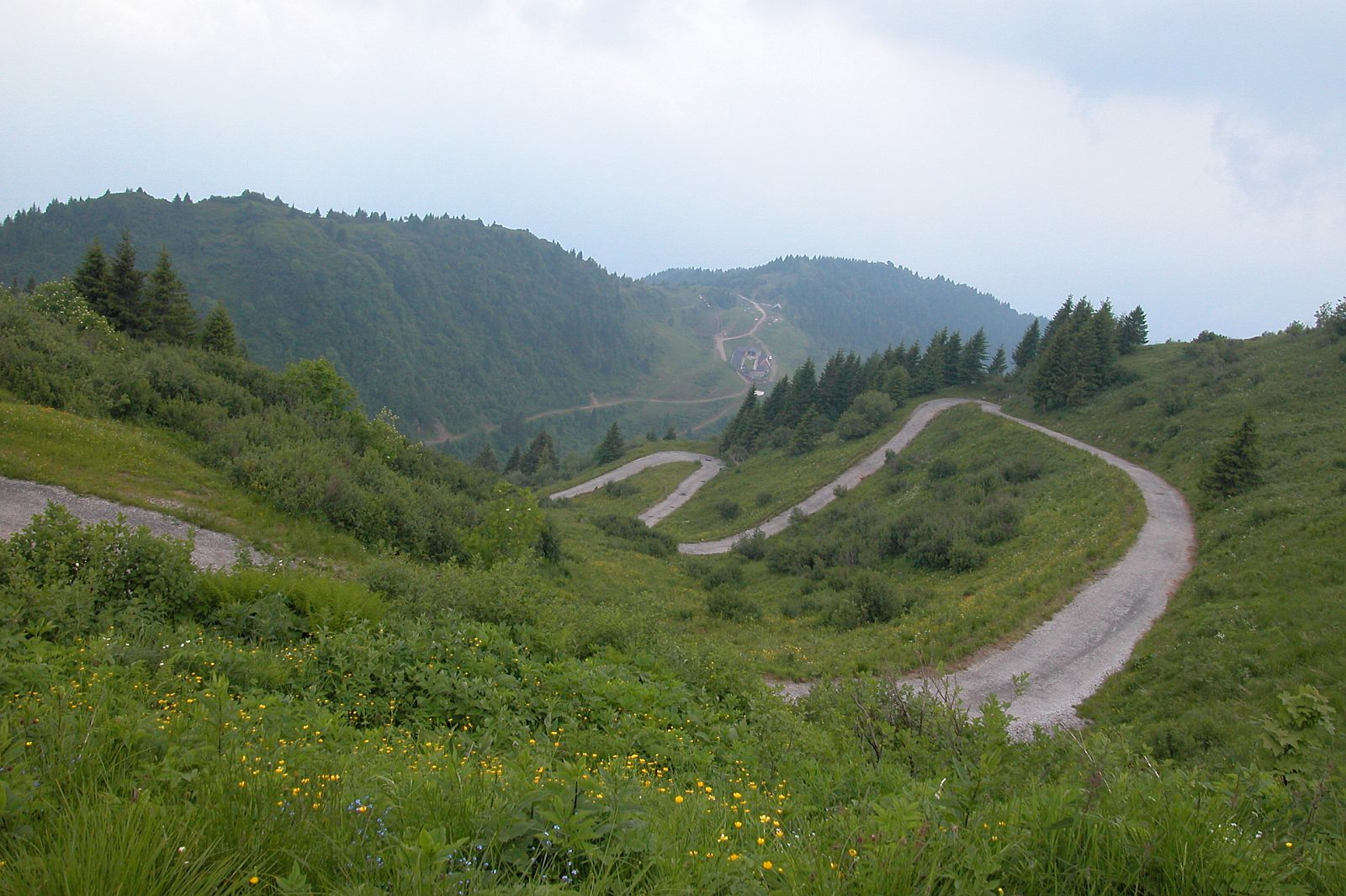
Particolare della salita nel tratto intermedio
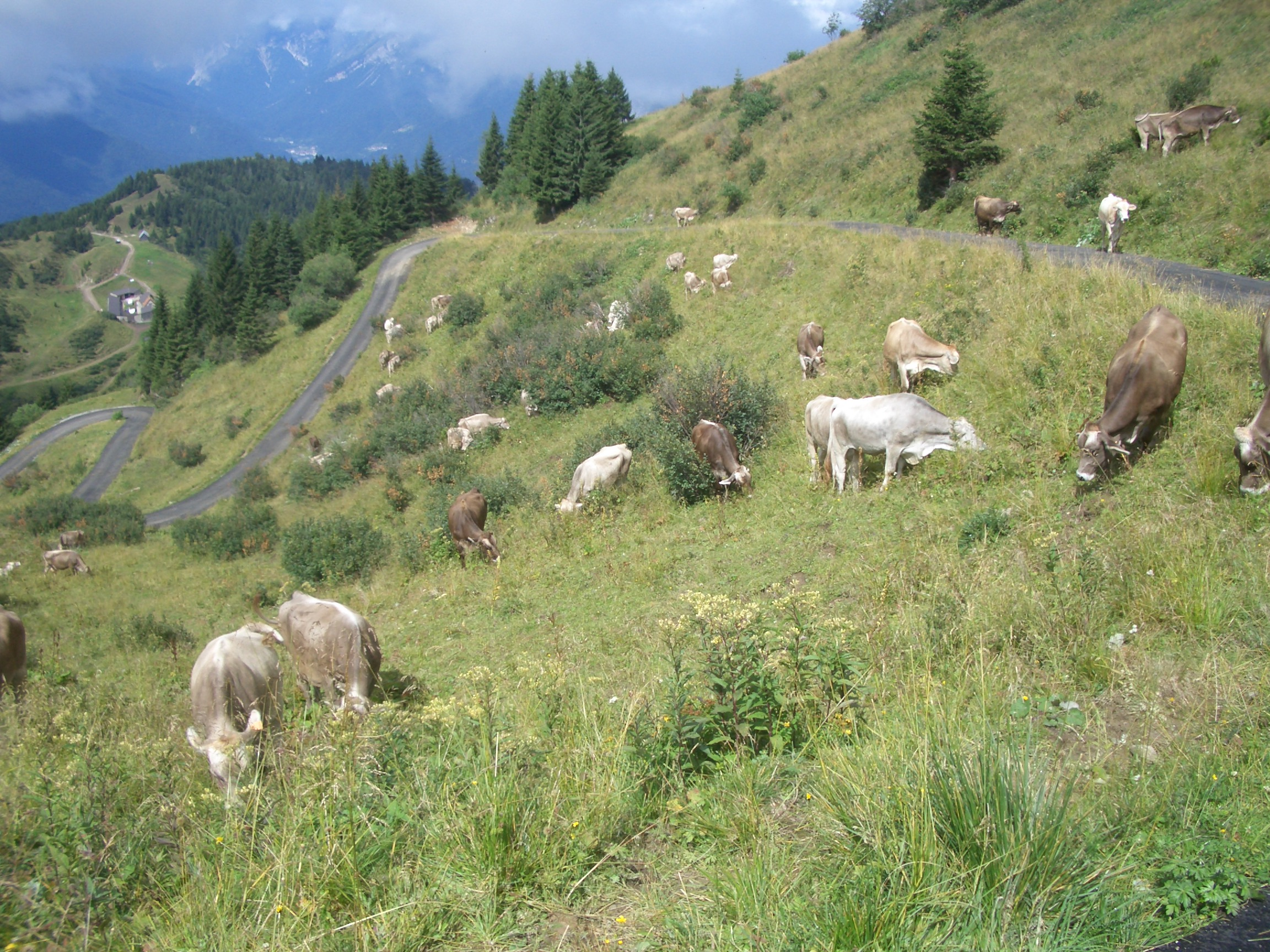
Particolare della salita nella parte sommitale
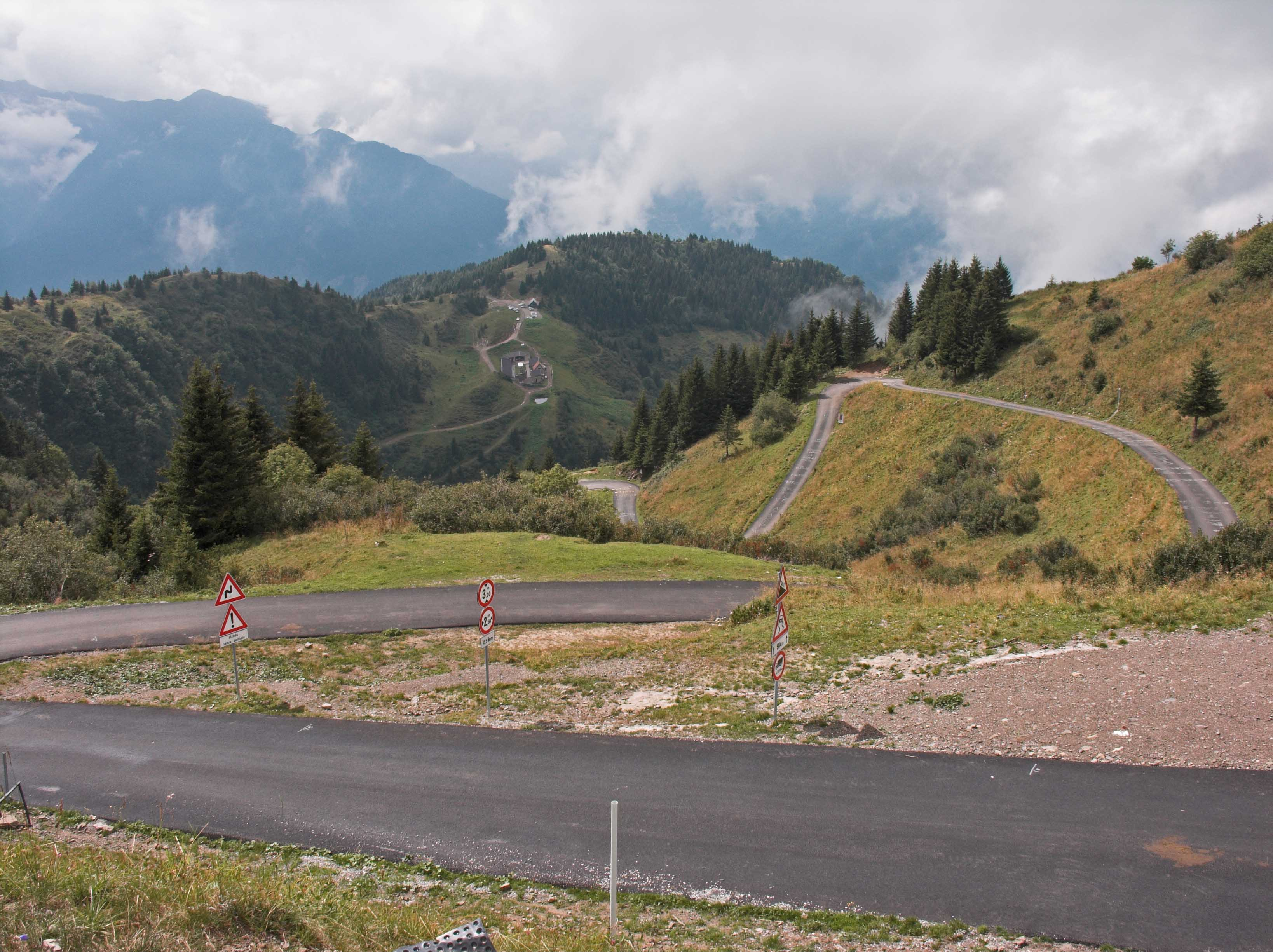
Particolare della salita nel tratto conclusivo
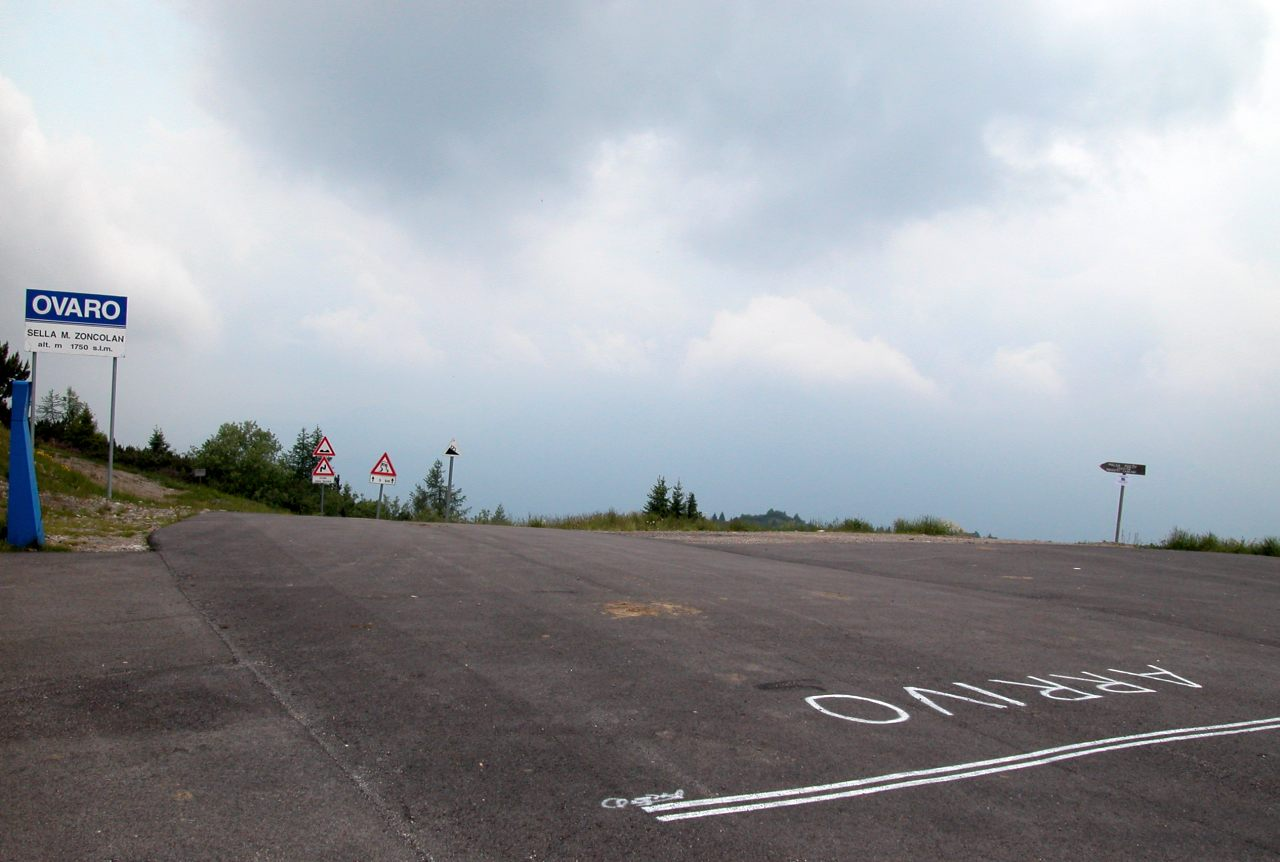
Culmine della salita (Sella di Monte Zoncolan)
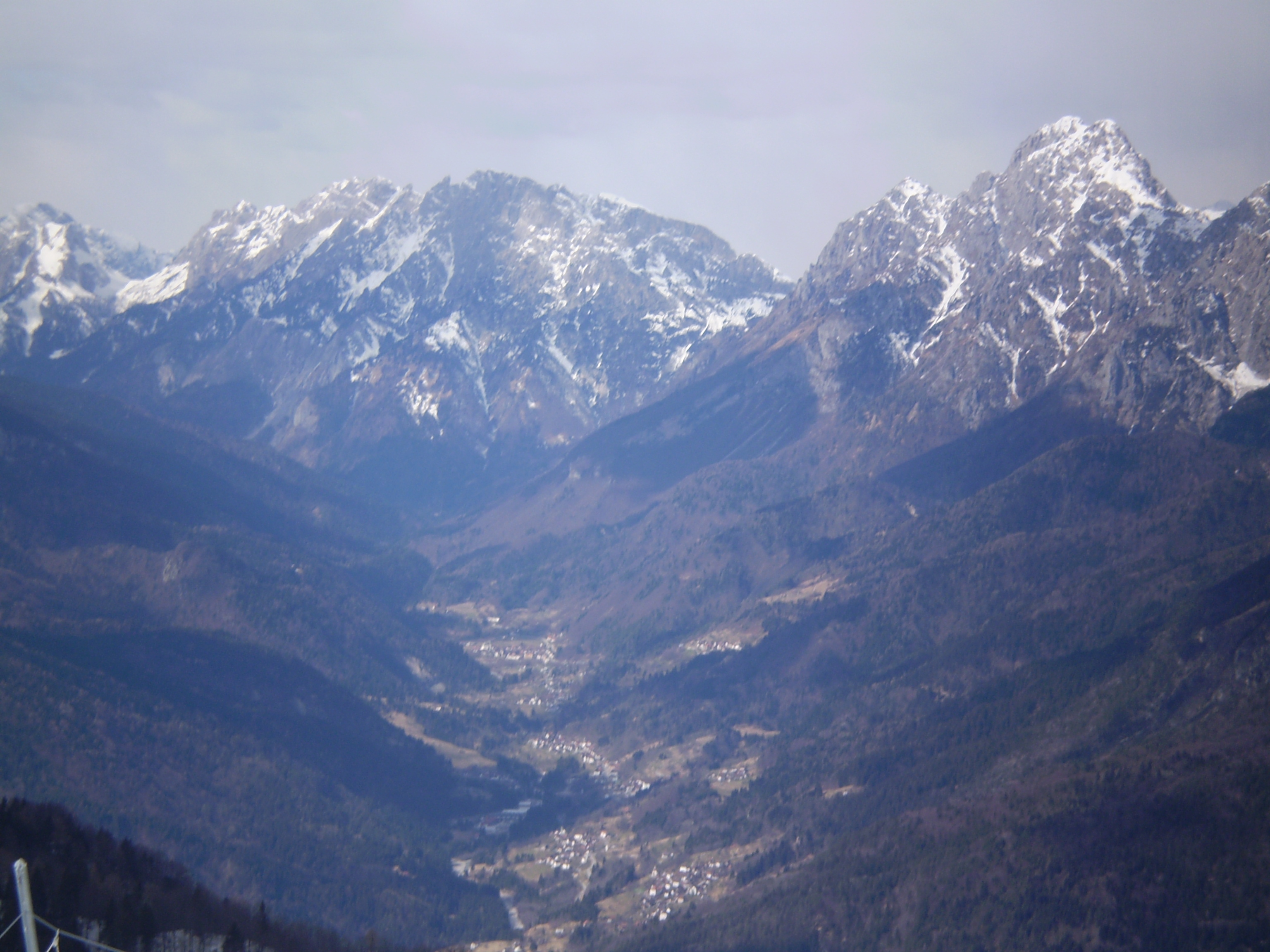
Vista verso ovest dallo Zoncolan con la Val Pesarina
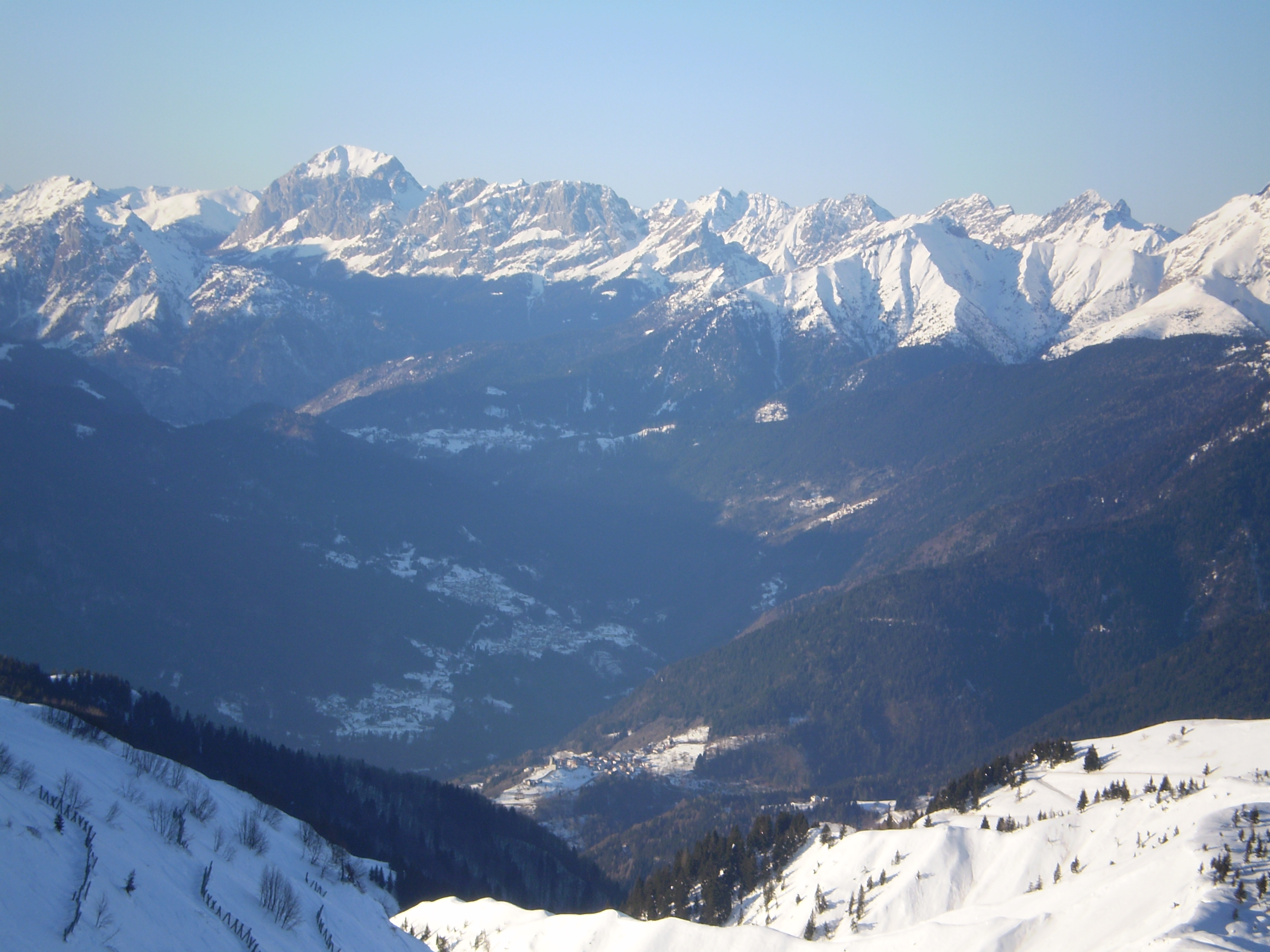
Vista verso nord-ovest dallo Zoncolan con la Val Degano
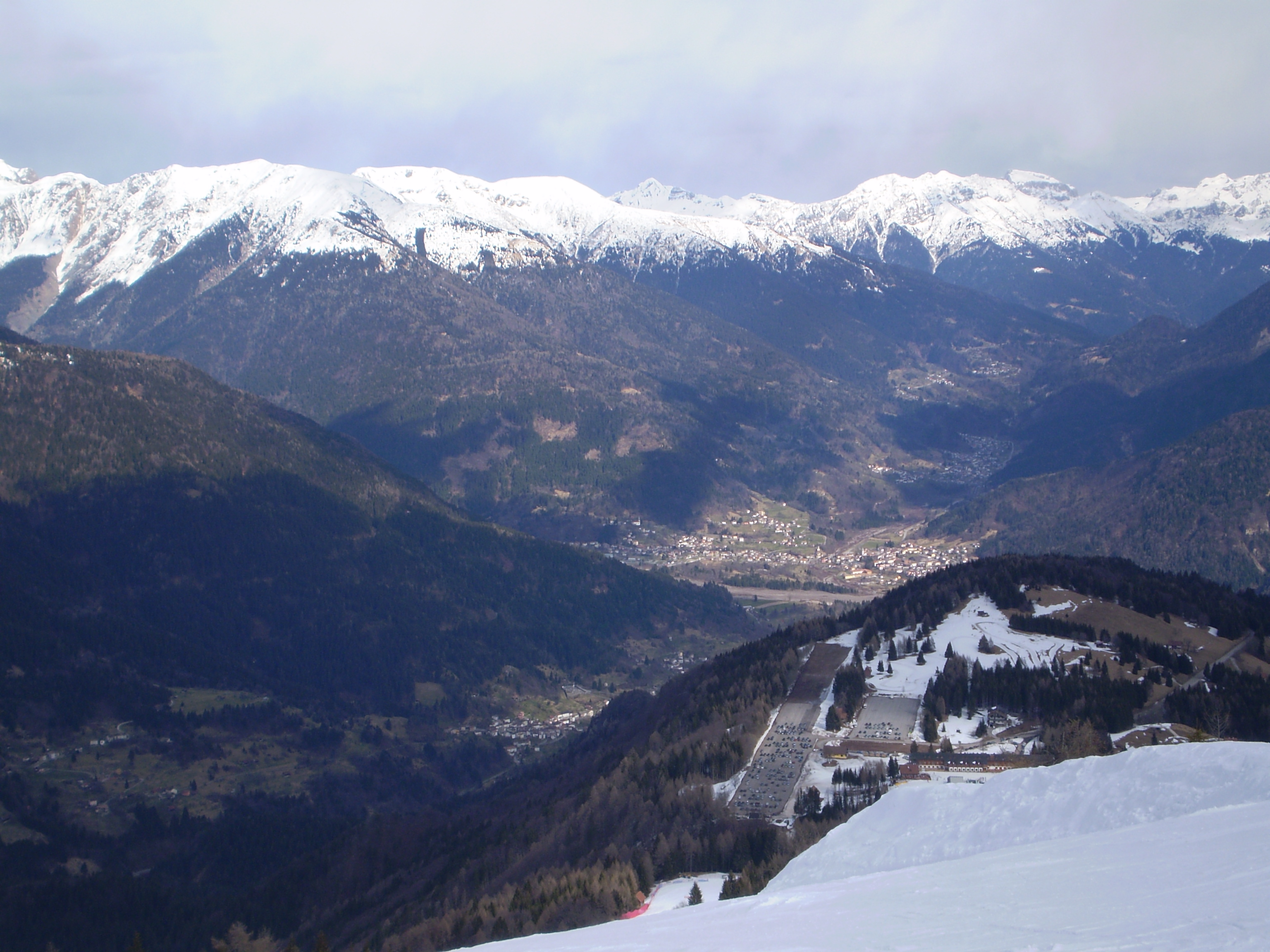
Vista verso est dalla cima dello Zoncolan con la Val Pontaiba
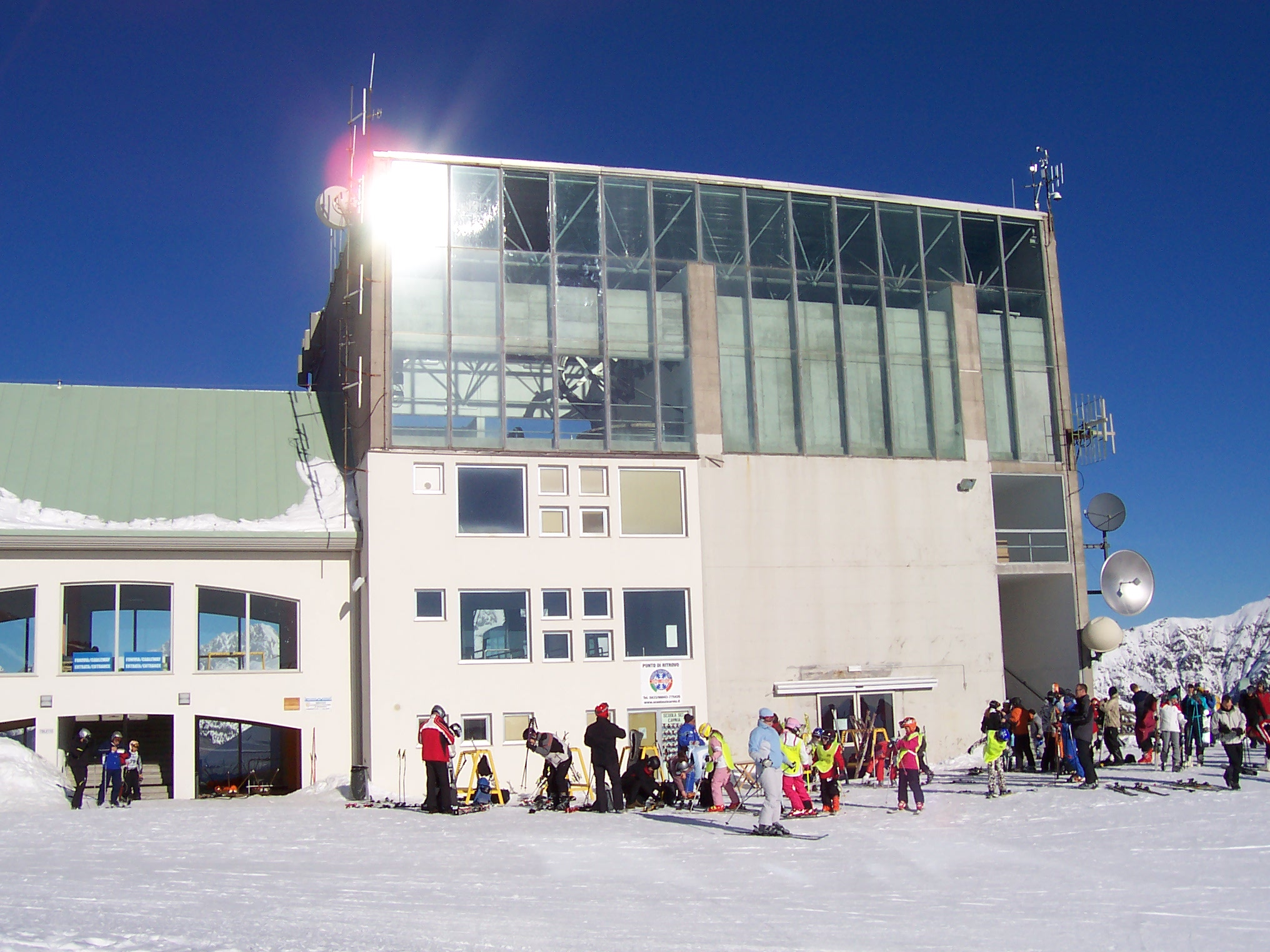
Arrivo funivia da Ravascletto
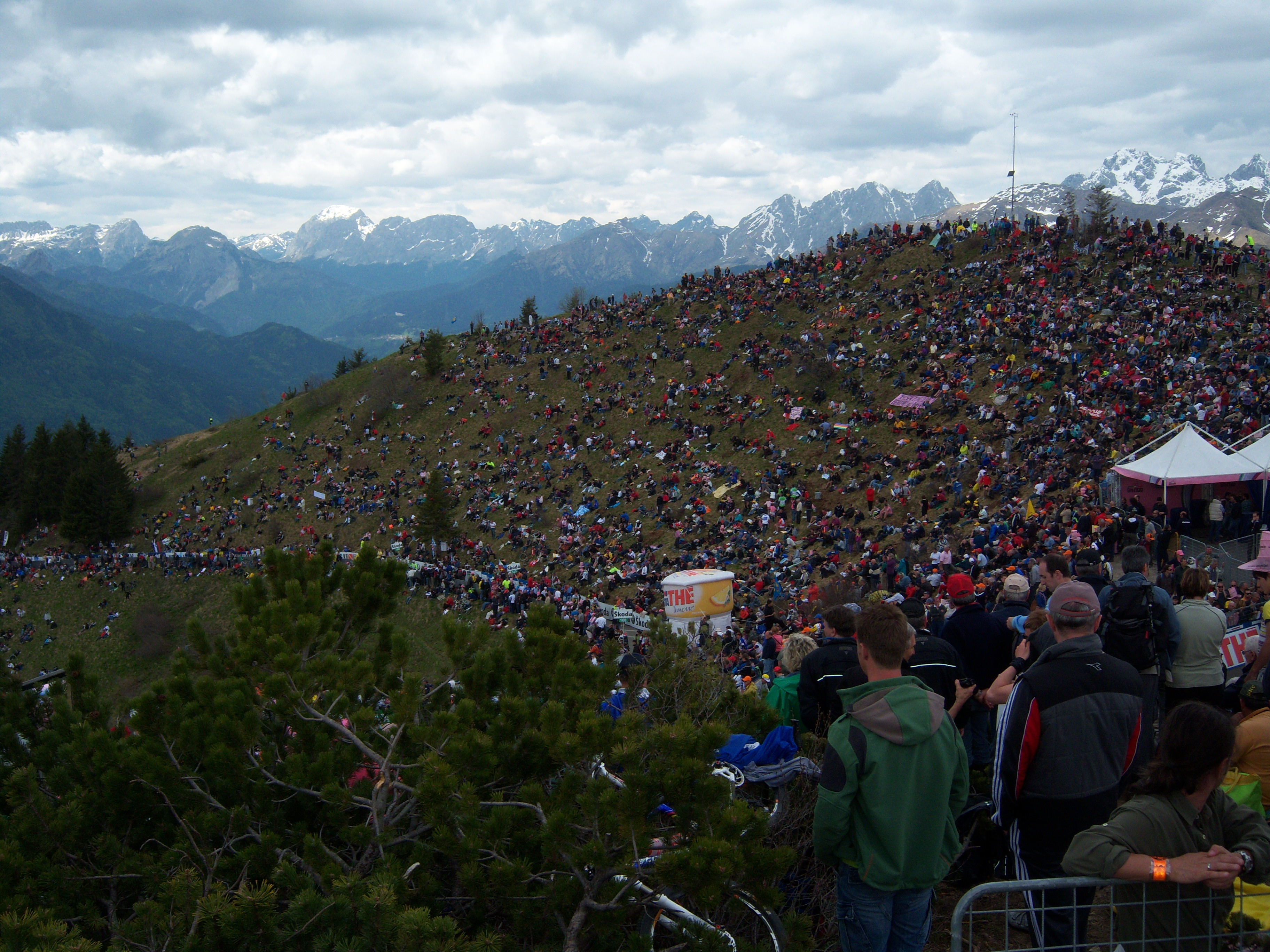
Arrivo del Giro d'Italia (Stadio dello Zoncolan)